# Intensidad de campo
En física, intensidad de campo (o intensidad de señal) significa o bien la magnitud de un campo de valores vectoriales (p.ej. in voltios por metro, V/m, para un campo eléctrico E), o bien su cuadrado, la Intensidad (en vatios por metro cuadrado, W/m², para E como más arriba). Por ejemplo, un campo electromagnético conlleva tanto intensidad de campo eléctrico como intensidad de campo magnético. Como aplicación, en comunicaciones por radiofrecuencia, la intensidad de señal excita una antena receptora que induce una tensión a una frecuencia y polarización específicas que se usa como señal de entrada a un receptor de radio. Los medidores de intensidad de campo tienen aplicaciones tales como telefonía móvil, radiodifusión, wifi y un amplio abanico de aplicaciones similares.